# Elektronikentwickler
Elektronikentwickler, auch Hardwareentwickler oder Hardwaredesigner genannt, ist eine Tätigkeit, die sich mit der Konzeption und Konstruktion von elektronischen Schaltungen und Geräten (Hardware, Elektronik, oft auch Mechatronik, Optronik) befasst.
Im Einzelnen sind die Aufgaben eines Elektronikentwicklers die Entwicklung eines Lösungskonzeptes entsprechend der Aufgabenstellung (Pflichtenheft, Lastenheft) die Erstellung des Schaltplanes auf der Basis verfügbarer elektronischer Bauelemente und das Layout (Leiterplattenentflechtung, Verdrahtung, EMV-gerechte Anordnung der Baugruppen usw.).
Die Erstellung der Fertigungsunterlagen für die Produktion umfasst die Leiterplatte (Design und Bestückung in elektronischer Form), Bauteillisten und spezielle Fertigungshinweise. Oft ist die Programmierung von PLDs und Mikrocontrollern eine Aufgabe, die vom Entwickler mit übernommen oder zumindest eng betreut werden muss. 
Die Inbetriebnahme von Prototypen, Messungen und Testreihen sind typischerweise erforderlich, während die Überleitung zur Serienfertigung oft in engem Kontakt zum Technologen stattfindet.

## Ausbildung und Studium
Hardwareentwickler haben oft ein Studium der Elektrotechnik/Elektronik oder eines vergleichbaren Studiengangs wie Informationstechnik, Kommunikationstechnik oder Nachrichtentechnik an einer Hochschule oder einer Berufsakademie absolviert. Auch ein Studium in einem anderen ingenieur- bzw. naturwissenschaftlichen Studiengang wie Maschinenbau oder Physik bietet Einstiegsmöglichkeiten in die Hardwareentwicklung.
Hardwareentwickler ist im Gegensatz zu Ingenieur in Deutschland und Österreich keine geschützte Berufsbezeichnung. 